# Героиновая заместительная терапия
Героиновая заместительная терапия, или лечение с использованием диаморфина, — назначение синтетического инъецируемого героина опиатным наркоманам, кому не приносит пользы или вызывает непереносимость лечение с помощью обычно используемых в опиоидной заместительной терапии наркотических средств, таких, как метадон или бупренорфин. Для этой группы пациентов доказано преимущество героиновой заместительной терапии в улучшении их здоровья и социальной адаптации, хотя в героиновой группе и было обнаружено больше негативных побочных эффектов, чем в метадоновой группе. Было также продемонстрировано, что этот метод терапии, несмотря на высокую стоимость, позволяет сэкономить средства за счёт существенного сокращения расходов, вызванных судами, содержанием в тюрьме, лечением и преступностью.
Героиновая заместительная терапия применяется в национальных системах здравоохранения Швейцарии, Германии, Нидерландов, Дании и Великобритании. Дополнительные клинические испытания также проводятся в Канаде и Бельгии.

## История
Британия имела систему героинового замещения с 1920-х. Десятилетиями снабжались несколько сотен наркоманов по всей стране, большинство из которых сами были врачами. Эта система была существенно ослаблена в 1960-х-1980-х в связи с проводившейся США «войной с наркотиками». Из-за отсутствия масштабных клинических испытаний эффективность терапии подтверждалась только неофициальными данными. Это изменилось в 1994, когда Швейцария, невзирая на сильную оппозицию со стороны отвечавших за борьбу с наркотиками официальных лиц ООН, начала масштабные клинические испытания потенциального использования диаморфина в качестве заместительного наркотика. Они показали, что диаморфин является пригодным для заместительной терапии наркотиком, помогающим наркоманам со стажем вести стабильный, свободный от правонарушений образ жизни. Эти результаты воодушевили такие страны, как Германия и Нидерланды провести собственные клинические испытания и затем полностью включить терапию с использованием героина в свои национальные системы здравоохранения в 2009 г.
 В последнее время Великобритания также делает шаги к приданию героиновой терапии официального статуса в рамках национальной службы здравоохранения.
В 2008 правая Швейцарская народная партия инициировала национальный референдум относительно героиновой заместительной терапии. Большинство в 68 % проголосовало за продолжение швейцарской программы героиновой терапии.

## Режимы терапии
В то время как британская система доверяет пациенту недельную дозу, другие страны были вынуждены наложить более строгие ограничения, чтобы избежать утечек на нелегальный рынок. Пациенты должны дважды в день посещать лечебный центр, где они вводят свои дозы диаморфина под наблюдением медицинского персонала. Для исключения абстинентного синдрома в интервале между инъекциями большинство пациентов также получает дополнительную дневную дозу метадона.
В Нидерландах доступны как инъецируемая соль гидрохлорида диаморфина в ампулах, так и героиновая основа с добавлением 5-10 % кофеина для ингаляций. И та, и другая форма наркотика принимаются дважды в день под наблюдением, с выдачей дополнительной суточной дозы метадона для приёма вечером.
В Швейцарии пациенты могут получить разрешение посещать центры терапии только раз в день, получая часть своей дневной дозы диаморфина в форме таблетки для орального потребления. Это возможно только после шестимесячного испытательного срока, и обычно разрешается только для того, чтобы пациент мог удержаться на работе.

## Критика
Такие оппоненты, как en:Drug Free America Foundation, критикуют героиновую заместительную терапию наряду с другими стратегиями снижения вреда, как, по их мнению, создающие впечатление, что определённые формы поведения, такие как приём наркотиков, могут практиковаться безопасно, утверждая, что это может привести к росту приёма наркотиков теми, кто в противном случае от них бы удержался.

«Мы возражаем против так называемых стратегий „снижения вреда“, так как они распространяют ложную точку зрения, что существуют безопасные и ответственные формы приёма наркотиков. То есть тех стратегий, чья главная цель — позволить наркоманам продолжать своё зависимое, деструктивное и вынужденное поведение путём введения их в заблуждение относительно некоторых рисков приёма наркотиков, в то же время игнорируя другие риски.— "Заявление о так называемых методах 'снижения вреда', сделанное на конференции в Брюсселе, Бельгия, участниками прогибиционистской сети 'International Task Force on Strategic Drug Policy' 
Возможно, указанные недостатки и связаны с такими мерами „снижения вреда“, как учреждения для инъекций под наблюдением. Эти учреждения обеспечивают пациентов информацией и оборудованием, необходимым для избежания таких инфекций, как ВИЧ, но оставляют их по-прежнему в зависимости от чёрного рынка. То есть, употребляющие наркотики лица всё равно подвергаются риску, связанному с инъекциями загрязнённых уличных наркотиков, а также находятся под огромным экономическим стрессом, вызванным необходимостью финансировать свою наркозависимость.
Однако в процессе героиновой заместительной терапии пользователей обеспечивают фармацевтически-чистым раствором героина, который медики сочли пригодным для инъекций. А так как медики избегают резких изменений дозировки и обеспечивают наблюдение после инъекции, передозировки случаются редко и могут быть быстро сняты антагонистами опиоидных рецепторов, например, Налоксоном. Это освобождает пациентов от существенной части проблем, связанных с нелегальным использованием героина. Синтетический героин, принимаемый в вышеописанных условиях, не является нейротоксичным и практически не имеет долгосрочных побочных эффектов, за исключением запора и наркозависимости. И хотя были предположения, что доступность такой терапии изменит общественное восприятие рисков, связанных с употреблением наркотиков и приведёт к росту их нелегального потребления, частота нелегального употребления героина в Швейцарии резко снизилась после введения героиновой заместительной терапии. Как заключило исследование, опубликованное журналом The Lancet:

Швейцарская политика снижения вреда, с её акцентом на медикализацию героиновой проблемы, как представляется, внесла вклад в создание непривлекательного для молодёжи образа героина».— Nordt, Carlos, and Rudolf Stohler, "Incidence of Heroin Use in Zurich, Switzerland: A Treatment Case Register Analysis," 
Кроме того, та точка зрения, что пациентам героиновой заместительной терапии облегчают возможность продолжать «саморазрушительное поведение» опровергается результатами исследований, демонстрирующими, что пациенты в значительной степени восстанавливаются как в социальном, так и в медицинском аспектах. Клиническое исследование последствий немецкого Heroinstudie обнаружило, что 40 % всех пациентов, и 68 % всех трудоспособных пациентов, смогли найти работу после четырёх лет терапии. Некоторые даже создали семьи, после многих лет бездомности и нарушений закона.